# Amanda Aldridge
Amanda Christina Elizabeth Aldridge, ook bekend als Amanda Ira Aldridge (Upper Norwood, 10 maart 1866 - Londen, 9 maart 1956) was een Afro-Britse operazangeres en componist. Zij werkte onder de pseudoniem Montague Ring.

## Biografie
Amanda Aldridge werd geboren als de dochter van de Afro-Amerikaanse Shakespeare acteur Ira Aldridge. Haar moeder was de Zweedse operazangeres Amanda Pauline von Brandt. Haar vader overleed plotseling in 1867 in Polen, tijdens een reis met optredens. Amanda Aldridge kreeg zangles van Jenny Lind en George Henschel op het Royal College of Music. Na haar studie ging ze aan het werk als zangeres, pianobegeleider en zangdocent. Toen ze een aandoening aan haar keel kreeg legde ze zich helemaal toe op het lesgeven. Onder haar leerlingen bevonden zich Roland Hayes, Marian Anderson en Paul Robeson.
Onder de naam Montague Ring schreef Aldridge in de periode 1907-1925 ongeveer dertig liedjes in de romantische stijl van salonmuziek. Ze begon haar carrière als componist met het maken van liedjes die Afro-Amerikaanse poëzie bevatten. Haar bekendste werk was Three African Dances. Dit was geïnspireerd op muziek met West-Afrikaanse drums. Ze publiceerde haar composities onder de naam Montague Ring, dat een verwijzing was naar de carrière van haar vader. Aldridge stond ook bekend om de hoeden die ze droeg als zangeres, pianobegeleider en onder haar pseudoniem. Na een kort ziekbed overleed ze op 9 maart 1956, daags voor haar negentigste verjaardag.
- Biblioteca Nacional de España: XX4416631
- Gemeinsame Normdatei: 1130713016
- International Standard Name Identifier: 0000 0003 7461 7356
- Library of Congress Control Number: n88600724
- MusicBrainz: 4d919099-c165-44f2-8aea-ab97268d7f76
- Nationale bibliotheek van Australië: 49285037
- Réseau des bibliothèques de Suisse occidentale: 02-A023583111
- Trove: 1492090
- Virtual International Authority File: 140165319
- WorldCat: E39PBJkdhxDMYhXgtWMgfD7JXd